# Калита (Костромская область)
Калита — упразднённая деревня в Буйском районе Костромской области. Входила в состав Центрального сельского поселения. Исключена из учётных данных в 2024 году.

## География
Находится в западной части Костромской области на расстоянии приблизительно 33 км на северо-восток по прямой от районного центра города Буй.

## История
В 1907 году здесь было учтено 10 дворов.

## Население
| 2008 | 2010 | 2014 |
| ---- | ---- | ---- |
| 0    | →0   | →0   |

Постоянное население составляло 83 человека (1897 год), 82 (1907), 0 как в 2002 году, так и в 2022.